# Unione dei Partiti Socialisti per l'Azione Internazionale
L'Unione dei Partiti Socialisti per l'Azione Internazionale, conosciuta anche come Internazionale di Vienna o Internazionale 2½, fu una organizzazione internazionale di cooperazione tra partiti politici socialisti.
Prescindendo dalle scelte del metodo parlamentaristico propugnato dalla Seconda Internazionale o rivoluzionario sul modello leninista del Comintern, l'Internazionale di Vienna nacque allo scopo di ristabilire l'unità del proletariato internazionale sulla discriminante anticapitalista, favorendo una riunificazione di tutte le correnti del movimento operaio in una sola organizzazione. Secondo la terminologia leninista l'Unione dei Partiti farebbe parte dell'area politica da respingere del centro marxista.

## Premesse
All'inizio della Prima guerra mondiale la Seconda Internazionale entrò in crisi e si sciolse a causa del voto favorevole ai crediti per la Grande Guerra dato dalla maggioranza dei partiti membri, contrariamente a quanto deliberato dagli ultimi congressi socialisti, vedi Burgfrieden. Fu questo il colpo di grazia per la Seconda Internazionale. Durante e dopo la guerra, i membri della vecchia Internazionale arrivarono a diverse conclusioni. Visto il successo della sua Rivoluzione d'ottobre ed il crollo di parte del vecchio ordine in Russia, Vladimir Il'ič Lenin vide finalmente arrivato il momento propizio per portare alla definitiva ribalta le forze rivoluzionarie, vincolandole ad una propria nuova Internazionale. A questo scopo pianificava la fondazione del Comintern, noto anche come "Internazionale Comunista" e "Terza Internazionale".
Gli altri membri della vecchia Seconda Internazionale si riunirono a Berna per la prima volta dopo la guerra nel febbraio del 1919, trovandosi d'accordo sulla necessità di rifondare una nuova Internazionale operaia. Si lasciarono tuttavia convincere dal capo della delegazione austriaca Friedrich Adler, di dilazionare la fondazione del nuovo organismo, per non chiudere la porta in faccia a Lenin e ai suoi bolscevichi.

## Fondazione e partiti membri
Appena dopo il ritorno di Adler da Berna, Lenin fondò la Internazionale Comunista, che si doveva orientare strettamente al modello dei Partiti comunisti dell'Unione Sovietica con il loro centralismo democratico. Su proposta di Adler, il Partito Socialdemocratico Operaio si staccò dalla Seconda Internazionale e si mise alla ricerca di alleati, per l'intento di riconciliare tutte le correnti del movimento operaio. Ci si incontrò il 27 febbraio 1921 a Vienna, dove arrivarono delegati mandati da 20 Partiti operai e socialisti, tra gli altri del Partito Socialdemocratico Indipendente di Germania (USPD), della Sezione Francese dell'Internazionale Operaia, del Partito Socialdemocratico Operaio, del Partito Operaio Socialdemocratico Russo (menscevico), del Partito Laburista Indipendente (GB), del Partito Socialista Svizzero e del Partito Socialista Indipendente (Romania). Nell'aprile del 1921 si unì all'Internazionale anche il Partito Socialista Operaio Spagnolo seguito dalla frazione massimalista del Partito Socialista Italiano, e nel 1923 il Partito Socialista Rivoluzionario di Russia.

## Profilo ideale
I partiti fondatori non si riconoscevano né nella Seconda né nella Terza Internazionale. L'Internazionale di Vienna criticava le altre due Internazionali di essere organizzazioni troppo dogmatiche e che sarebbe stata necessaria, al contrario, maggiore attenzione verso le particolarità politiche dei singoli paesi. I partecipanti erano d'accordo sulla tesi che non esistesse solo una via al socialismo, ma diverse vie, per cui tutte e due le parti in questione, i riformisti e i rivoluzionari, avrebbero dovuto rinunciare ad una parte delle loro "immagini ideali". L'Internazionale, inoltre, fu profondamente influenzata dal pensiero austro-marxista, e ci si pose l'obiettivo della preparazione di un congresso comune di tutte e tre le anime del Movimento operaio, con la sua successiva riunificazione, nel senso del topos austromarxista del socialismo integrale.

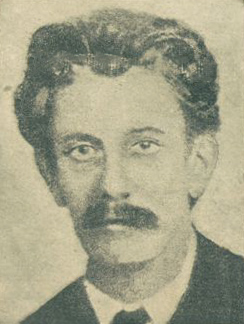
Friedrich Adler

## Conferenza di Berlino e sviluppi successivi
Si convenne così di battezzare il gruppo di Vienna col nome di Unione dei Partiti Socialisti per l'Azione Internazionale (IASP). Il direttivo dell'IASP riuscì effettivamente nell'intento di riunire attorno ad un tavolo comune i rappresentanti delle tre grandi correnti del movimento operaio, i comunisti, i marxisti centristi e i gradualisti, il 02 aprile del 1922 a Berlino, per una conferenza preliminare ad un congresso mondiale. Si dimostrò però presto che i contrasti tra gli esponenti delle ali estreme della destra e della sinistra erano ormai insuperabili e che non c'erano i margini per una fusione, manifestatosi con il ritiro della delegazione del Comitern dalla conferenza. L'organizzazione lavorò comunque per l'unificazione della seconda e terza internazionale, senza riuscirvi. Nel 1923 l'Unione dei Partiti Socialisti per l'Azione Internazionale si sciolse e la gran parte dei partiti aderenti confluì nella Seconda Internazionale e fondò insieme ad essa l'Internazionale operaia socialista (IOS).
Una minoranza, tra cui il Partito Socialista Indipendente di Romania, rifiutò il ricongiungimento con i riformisti nell'ambito dell'IOS e nel 1926 costituì il Bureau Internazionale d'Informazione dei Partiti Socialisti Rivoluzionari, di cui era segretaria la rivoluzionaria e poliglotta russa Angelica Balabanova. Il Bureau Internazionale d'Informazione, all'inizio degli anni 1930, si evolverà nel Centro Marxista Rivoluzionario Internazionale.
Dirigenti del IASP erano gli austriaci Friedrich Adler e Otto Bauer del Partito Socialdemocratico Operaio. Tra gli altri dirigenti di spicco figuravano il tedesco Karl Kautsky e il francese Jean Longuet. L'IASP pubblicava il periodico „Notizie dall'Unione dei Partiti Socialisti per l'Azione Internazionale“.
I nomi ufficiali del IASP in altre lingue:
- Internationale Arbeitsgemeinschaft Sozialistischer Parteien (IASP, tedesco)
- Union des Partis Socialistes pour l'Action Internationale (francese)
- International Working Union of Socialist Parties (IWUSP, inglese)

Poiché l'Unione dei Partiti Socialisti per l'Azione Internazionale era dominata dai partiti di lingua tedesca, spesso si usa anche in ambito internazionale l'acronimo IASP derivato dal nome tedesco dell'Unione, Internationale Arbeitsgemeinschaft Sozialistischer Parteien.